# Кальдерон Соль де Эскалон, Милена
Кармен Элена Кальдерон Соль де Эскалон (исп. Carmen Elena Calderón Sol de Escalón; 1945, Санта-Ана), более известна как Милена Кальдерон Соль де Эскалон (исп. Milena Calderón Sol de Escalón) — сальвадорская предпринимательница и правая политическая деятельница, одна из руководящих фигур партии Националистический республиканский альянс (ARENA). В 1991—2018 — депутат сальвадорского парламента. В 2018 вторично избрана алькальдом (мэром) Санта-Аны. Сподвижница основателя ARENA Роберто д’Обюссона, старшая сестра президента Сальвадора в 1994—1999 Армандо Кальдерона Соля.

## Происхождение
Родилась в семье известного юриста. Хосе Томас Кальдерон — дед Кармен Элены — был генералом сальвадорской армии и министром внутренних дел при диктаторском режиме Максимилиано Эрнандеса Мартинеса. В 1932 он руководил жестоким подавлением коммунистического восстания. Армандо Кальдерон Нуила — отец Кармен Элены — был адвокатом и юрисконсультом лидера сальвадорских ультраправых майора Роберто д’Обюссона. С ранней юности Кармен Элена Кальдерон Соль прониклась правым антикоммунистическим мировоззрением.
Окончила медицинский факультет Сальвадорского университета. Работала врачом-гематологом в клинической лаборатории. Интересовалась аграрным бизнесом, стремилась стать хозяйкой кофейной плантации. Семья приобрела земельное владение, однако оно было конфисковано в ходе аграрной реформы, проводимой Революционной правительственной хунтой в начале 1980-х. Этот эпизод укрепил Кальдерон Соль в жёстко правых взглядах.
В детстве старшая сестра представляла Кармен Элену словами Mi Elena — Моя Элена. Это повторялось так часто, что у окружающих возникла привычка именовать девочку Milena — Милена. Постепенно прозвище Милена превратилось в её личное имя.

## В годы гражданской войны
Переворот 15 октября 1979, начало гражданской войны, потеря земельной собственности побудили семейство Кальдерон Соль активно включиться в политику. Конкретные формы предложил Роберто д’Обюссон — давний друг семьи и клиент её главы. Милена Кальдерон Соль видела в майоре д’Обюссоне сильного человека, способного дать отпор коммунистическим силам, разгромить прокоммунистическое партизанское движение ФНОФМ, стабилизировать положение в стране. Милена и её брат Армандо вступили в созданную д’Обюссоном праворадикальную партию Националистический республиканский альянс (ARENA).
Брат и сестра Кальдерон Соль быстро заняли в ARENA руководящее положение, входили в окружение д’Обюссона. При этом они представляли «цивильную» часть партии — не участвовали в войне, не имели отношения к эскадронам смерти. Армандо занимался правовыми вопросами, Милена — финансовыми. Оба занимали жёсткую позицию в гражданской войне, полностью поддерживали силовую линию майора д’Обюссона.
В 1985 Милена Кальдерон Соль была избрана алькальдом (мэром) своего родного города Санта-Ана. Занимала этот пост до 1990.

## В политике и бизнесе

### Парламентарий
На последнем этапе гражданской войны и после её завершения именно такие кадры — во главе с президентом Альфредо Кристиани — выдвинулись в ARENA на первый план. На выборах 1991 Милена Кальдерон Соль была избрана в Законодательную ассамблею Сальвадора. Оставалась депутатом парламента почти три десятилетия, до 2018. В разное время возглавляла бюджетно-финансовую и международную парламентские комиссии.
В 1994—1999 президентом Сальвадора был Армандо Кальдерон Соль. Его старшая сестра возглавляла парламентскую фракцию ARENA и являлась вице-председателем партии. Милена Кальдерон Соль активно способствовала продвижению неолиберальной экономической политики брата-президента — прежде всего приватизацию телефонной госкомпании ANTEL и пенсионных фондов. Сохранила политическое влияние и при следующем президенте Франсиско Флоресе, считалась его ближайшим советником, в значительной степени определяющим президентскую политику. Гораздо хуже складывались её отношение с президентом Антонио Сакой, которого Кальдерон Соль де Эскалон резко критиковала за «популизм». Она жёстко осудила бывших депутатов от ARENA, создавших «оппортунистическую» партию GANA.

### Партийный политик
В социокультурных вопросах Милена Кальдерон Соль де Эскалон занимает непримиримо консервативные позиции, проповедует традиционные семейные ценности, выступает против однополых браков и легализации абортов, не принимает идей типа закрепления квот для женщин в государственных и коммерческих структурах. Заработала репутацию «сильной женщины ARENA». Демонстрирует приверженность крайне правым традициям партии, позирует под портретами д’Обюссона, называет покойного майора своим крёстным отцом. Резко критикует ФНОФМ, считает его коммунистической организацией, лишь слегка сменившей имидж и риторику. В то же время она выступает за обновление ARENA в соответствии с демократическим духом времени и показала себя мастером парламентских комбинаций, включая компромиссные соглашения с левым ФНОФМ — «партией бывших партизан», историческим противником ARENA.
Критиковала левый курс президента Маурисио Фунеса. Негативно относится к «социализму XXI века» и кубинскому коммунизму, считает эти силы разрушительными для экономики и общества в целом. В то же время выражала своеобразные восхищение способностями Фиделя Кастро как политического тактика.
В апреле 2018 Милена Кальдерон Соль вместе с братом Томасом и сестрой Глорией (все трое влиятельны в политике и бизнесе) поддержала выдвижение от ARENA президентской кандидатуры Карлоса Кальехи.

### Предпринимательница
Милена Кальдерон Соль де Эскалон решительно критикует коррупцию, требует от политиков скромного образа жизни, полагая, что сама в полной мере соответствует этому требованию. В то же время, она является весьма состоятельным человеком. С 1992 по 2017 Милена Кальдерон Соль де Эскалон и её муж Карлос Маурисио Эскалон Пакас являлись совладельцами коммерческой компании Exportadores Monederos Díaz Calderón (Exmodica, производство и экспорт одежды). Она занимается также кофейным бизнесом (муж — аграрный предприниматель), владеет рядом объектов недвижимости.
Семейное состояние Кальдерон Соль Эскалон достигает 2,2 миллиона долларов. Милена Кальдерон Соль де Эскалон принадлежит к самым богатым депутатам сальвадорского парламента. Сама она объясняет происхождение этих средств не собственной коммерческой деятельностью, а наследством, полученным от отца.

## Алькальд Санта-Аны
В январе 2018 Милена Кальдерон Соль де Эскалон объявила, что покидает парламент и выдвигает свою кандидатуру в алькальды Санта-Аны. В своей программе она пообещала прозрачность бюджета, повышенное внимание озеленению, распространению Интернета и вывозу мусора. Стратегической основой своего курса она назвала создание инновационных рабочих мест и широкое привлечение частных инвестиций, оптимизацию общественных пространств.
Муниципальные выборы в Сальвадоре состоялись 4 марта 2018. Милена Кальдерон Соль де Эскалон была избрана мэром Санта-Аны (кандидаты ARENA одержали победу и в ряде других городов, в том числе в Сан-Сальвадоре, где алькальдом стал Эрнесто Муйшондт и в Санта-Текле, где сохранил пост Роберто д’Обюссон-младший). При вступлении в должность она повторила свои программные положения и пообещала использовать преимущества почтенного возраста.

## Семья и личность
Милена Кальдерон Соль в браке с Карлосом Маурисио Эскалоном имеет троих детей и девять внуков. Позиционируется в жизни прежде всего как мать и бабушка.
Сестра Глория и брат Карлос — влиятельные деятели ARENA. Сестра Кетти скончалась в 2015, брат Армандо — в 2017.
Увлекается пляжным футболом и современной литературой. Главной книгой своей жизни считает Библию.
Партию ARENA Милена Кальдерон Соль де Эскалон понимает прежде всего как силу борьбы за свободу, подчёркивает свою приверженность демократическим принципам. Однако при этом она защищает память своего деда и президента Эрнандеса Мартинеса — которые, жестоко подавив восстание 1932 года, «не отдали Сальвадор в когти коммунизма». Тоталитарный режим Эрнандеса Мартинеса считает неизбежным порождением своего времени. Однозначно положительно оценивает историческую роль майора д’Обюссона.

Мудрость политика в том, чтобы понимать ход времени. Мы поддерживаем шаги к демократии. Но когда появляется Роберто д’Обюссон, мы следуем за ним.

Милена Кальдерон Соль де Эскалон